# Слученков, Энгельс Иванович
Энгельс Иванович «Глеб» Слученков (1924, Борки, Шацкий район, Рязанская область — 12 сентября 1956, ОЛП-33, Янга, Северо-Уральский ИТЛ, Серовский район, Свердловская область) — лейтенант РККА, подпоручик РОА, один из организаторов Кенгирского восстания заключённых в Степлаге в 1954 году.

## Биография

### Ранние годы
Родился в 1924 году в деревне Борки (Шацкий район, Рязанская область). Отец — Иван Степанович Слученков, член ВКП(б), партийный работник, убит в 1931 году во время раскулачивания Мать — Любовь Ивановна, учитель младших классов сельской школы. До войны был членом ВЛКСМ.

### Служба в Красной армии
27 августа 1941 года года призван Шацким районным военкоматом в Красную армию. Состоял в 206-м запасном стрелковом полку (зпс) Западного фронта. Под Воронежем получил пулевое ранение в ногу; 29 мая 1942 года выбыл из части и был направлен в 5-ю армию.
Согласно данным на сентябрь 1943 года — гвардии лейтенант, командир взвода 69-й отдельной стрелковой разведроты 70-й гвардейской стрелковой дивизии 1-го Белорусского фронта. 14 сентября 1943 года представлен к награждению медалью «За отвагу» с формулировкой: 

В боях за советскую родину проявил мужество и отвагу, своевременно произвёл разведку города Глухов и представил в штаб ценные сведения о противнике, 5-6 сентября, будучи в разведке в районе Батурина, организовал связь с партизанами, и вместе с партизанами организовал переправу через реку Сейм для наших частей. Проник через передний край противника и разведал все находящиеся огневые точки в районе Батурина.
 Награждён не медалью «За отвагу», к которой был представлен, а Орденом Красной звезды. Службу Слученкова в разведке подтверждают и воспоминания Л. Ф. Консона. Осенью 1943 участвовал в освобождении Бахмача в Черниговской области.

### Плен
В 1944 попал в плен немцам (дата точно не установлена). Позже в письмах к матери уже из советских лагерей Слученков сообщил, что ночью в окопе был схвачен немцами. В июне 1944 года вступил в РОА. Прошёл подготовку на курсах комсостава и в ноябре 1944 года получил звание подпоручика, был назначен старшиной резерва офицерского состава. В ноябре 1944 года «стал сотрудничать с органами немецкой разведки», окончил разведывательную школу Абвера в феврале 1945, после чего переброшен в расположение частей Красной Армии.
Мотивы перехода в РОА, а затем в разведку Абвера и заброски в расположение Красной Армии за три месяца до окончания войны неясны. По мнению Л. Ф. Консона, в лагерь военнопленных приезжали агитаторы от КОНР, призывавшие вступать в РОА и вести борьбу против советской власти под дореволюционными идеалами. Исследователь истории Кенгирского восстания Н. А. Формозов считает, что Слученков перешёл линию фронта за три месяца до победы, в феврале 1945 года, мотивируя это следующим образом: «Кто же он, как не „шпион на час“? Так хотелось со своими войти в Берлин».

### В лагерях
В 1945 году военным трибуналом 3-й ударной армии осуждён по статье 58-1 «б» УК РСФСР за измену Родине (служба в Русской освободительной армии, сотрудничество с немецкими разведорганами) и приговорён к 10 годам лишения свободы. В 1945—1948 годах отбывал наказание в лагере при Дальстрое. Военным трибуналом войск МВД при Дальстрое осуждён в 1948 году ещё на 10 лет тюрьмы по статье 1 части 2 Указа Президиума Верховного Совета СССР от 4 июня 1947 за кражу лагерного имущества. В 1948 году прибыл в Нижамурлаг, в 1950 году находился в Озерлаге.
Получил кличку «Глеб» среди заключённых — по некоторым данным, он был тайно крещён под этим именем. В детстве в семье его назвали Эня, в лагерях, по воспоминаниям Льва Консона, Слученков себя называл иногда Сашей или чаще Глебом, но не Энгельсом. Лев Консон описывал внешность Слученкова так:

Худой, среднего роста, чуть сутулый, прихрамывал. Мне он запомнился смуглым, черноволосым, но, говорят, он блондином был. Глаза большие, темные, сверлящие. Я его взгляд затылком чувствовал. Подходил он тихо, по-кошачьи. Губы тонкие, улыбка холодная, стеклянная, неопределенная. Мир видел в ярких красках и, конечно, парень он был незаурядный. Наверное, перед взглядом вот таких худышек трепетали здоровые лбы на громадных парусниках.

Согласно Льву Консону, в 1948 году с бухты Ванино в лагерь, где сидел Консон, пригнали «целый вагон „сук“», которые «на штрафной колонне воров перебили и взяли власть в свои руки», хотя Глеб первоначально отрицал своё участие. В Озерлаге вместе с Феликсом Карелиным вступил в подпольную антисоветскую группу «Товарищеский союз» с целью подготовки к оказанию сопротивления на случай применения репрессий со стороны советской власти к заключенным. Проводил антисоветскую агитацию и вербовал в эту организацию заключенных, за что судом Озерлага в 1951 году приговорён к исключительной мере наказания в виде расстрела по статьям 58-10 (часть 1) и 58-11 УК РСФСР. В 1952 году смертная казнь заменена на 10 лет лишения свободы. Отбывал наказание в дальнейшем в Степном особом лагере № 4.

### Кенгирское восстание
Слученков участвовал в Кенгирском восстании заключённых. 19 мая 1954 года была создана Лагерная комиссия от заключённых для ведения переговоров с правительственной комиссией. 11 июня 1954 года под давлением украинских националистов состав комиссии был переизбран, и по 2-му лагпункту в комиссию был избран Глеб Слученков как их ставленник из числа представляющих интересы «бытовиков». Слученков возглавил «службу безопасности» («службу безпеки») или так называемый «оперативный отдел». В этот отдел входили «полицейский участок» с комендантом В. В. Иващенко, «сыскное бюро» (3 человека) и тюрьма с начальником Виктором Рябовым. По отзыву подполковника К. И. Кузнецова, Слученков занимал наиболее бескомпромиссную позицию, выдвигая жёсткие требования на переговорах и надеясь на превращение восстания в Степлаге в общенародное.
Слученков участвовал в переговорах восставшими и представителями Карагандинского обкома КПСС. В день избрания, 11 июня, он заявил заключённым, что старший лейтенант Магазинников вызвал его к 1-му лагпункту и предложил ему подстроить столкновение в лагере между русскими и украинцами так, чтобы оно обернулось жертвами и стало поводом для ввода вооружённых сил в лагерь, в обмен на что Слученкову обещали свободу и право проживать в любом городе СССР, однако Глеб отверг подобное предложение. Также, со слов Александра Солженицына, когда по лагерю прокатились слухи об ожидаемом еврейском погроме, Слученков пригрозил «публично сечь» тех, кто будет распространять эти слухи и дальше. На самих переговорах заключённые добились права отправить жалобное письмо на имя ЦК КПСС и потребовать от представителей местных партийных органов посетить лагерь и узнать о положении вещей; вопрос о выходе заключённых на работу решён не был, так как Слученков запретил подобную постановку вопроса.
19 июня Слученков сорвал встречу руководства лагеря с восставшими: согласно телеграмме членов II комиссии МВД С. Е. Егорова, И. И. Долгих и Н. В. Вавилова, Слученков с группой приближённых «явился пьяным, вооруженный кинжалом», и заявил, что больше переговоры вести не будет, а его группа в количестве 40 человек заставит остальных заключенных делать всё то, что посчитает нужным. На рассвете 26 июня в лагерь были введены войска, подавившие восстание, а Слученков был арестован. По сведениям сайта "Прайм-крайм" был вывезен в ОЛП-33 (Янга, Свердловская область), и якобы там находился до 1955 года.

### Смерть
8 августа 1955 года Верховный суд Казахской ССР, рассмотрев дело руководителей восстания в Степлаге, признал Слученкова виновным в вооружённом антисоветском выступлении и приговорил его к смерти через расстрел. По сведениям сайта «Прайм-крайм», приговор был приведён в исполнение в Янге 12 сентября 1956 года. Однако, по воспоминаниям племянника Слученкова, его семье долго приходили письма якобы от имени Энгельса, что создавало впечатление о том, что тот не был расстрелян, а получил длительный тюремный срок (в 1980 году эти письма были конфискованы представителями КГБ). Вероятность того, что Слученкову заменили смертный приговор на длительное лишение свободы, выражал также и Солженицын. Однако Е. Г. Скирук, вдова расстрелянного по Кенгирскому делу В.П.Скирука в 1992 году заявила, что в 1960-е годы встречалась с матерью Слученкова, и та подтвердила факт того, что Энгельс был действительно расстрелян.

### Комментарии
1. ↑  По словам А. И. Солженицына — старший лейтенант РККА[3], хотя документального присвоения очередного звания нет.
2. ↑  Солженицын утверждал, что слышал о факте службы Слученкова в РОА от других лиц[4]
3. ↑  Л. Ф. Консоном утверждается, что Иван Степанович Слученков застрелился в 1931 году[7].
4. ↑  Л. Ф. Консоном утверждается, что мать Любовь Ивановна была врачом[7].
5. ↑  Согласно Сахаровскому центру, ещё до войны стал совершать преступления[5], а согласно Л. Ф. Консону, был направлен из тюрьмы в штрафную роту[9]; согласно публикациям региональных СМИ Шацкого района и заявлениям Александра Аратова, внучатого племянника Слученкова, судимостей Энгельс Слученков не имел[1]
6. ↑  Идентичность Слученкова, организатора Кенгирского восстания, и Слученкова, военнослужащего РККА, подтверждается совпадением редкого имени, отчества, года рождения, места рождения и призыва военнослужащего с местом рождения заключенного[2].
7. ↑  Утверждение М. Смычникова[12]; текст цитируется по Формозову[8].
8. ↑  По мнению Л. Ф. Консона, Слученков воевал на Балканах против коммунистических партизан[14], хотя в боях против коммунистических партизан Тито участвовала не РОА, а 1-я казачья дивизия
9. ↑  Выражение введено А. И. Солженицыным[16].
10. ↑  Утверждение М. Стрижевского[18]; текст цитируется по Формозову[8].

### Сноски
1. 1 2 3 4 5 6 7 8 9  Слученков Энгельс Иванович (Глеб). Прайм Крайм. Дата обращения: 4 июля 2020. Архивировано 2 июля 2020 года.
2. 1 2 3 4 5 6 7  Наградной лист в электронном банке документов «Подвиг народа» (архивные материалы ЦАМО. Ф. 33. Оп. 686044. Д. 4671. Л. 112, 142).
3. ↑  Солженицын (Т. 3), 2010, с. 268.
4. 1 2 3  Солженицын (Т. 3), 2010.
5. 1 2 3 4 5 6 7 8 9  До и после расстрела. Сахаровский центр (5 июня 2013). Дата обращения: 7 апреля 2020. Архивировано 28 декабря 2019 года.
6. 1 2  Кораллов, 2006.
7. 1 2 3  Консон, 1983, с. 99.
8. 1 2 3 4 5  Формозов, 2004, с. 11.
9. ↑  Консон, 1983, с. 100.
10. 1 2 3  Слученков Энгель Иванович __.__.1924
11. ↑  Консон, 1983, с. 100: «Помню его рассказ, как он в поселок на разведку ходил. Пришел в поселок, а там немец у сарая стоит и никак мимо не пройти не замеченным. Деваться некуда, нужно убивать, да тихо это сделать надо. Немец что-то насвистывает и свистит так красиво, что жалко мелодию обрывать. Но зима, долго не пролежишь, холод пронизывает, вот и пришлось штыком колоть».
12. ↑  Смычников, 1992, с. 3.
13. ↑  Справка Спецотдела Степного лагеря по личным делам заключённых — членов «лагерной комиссии» 3-го лагерного отделения. Цит по: История Сталинского ГУЛАГа. Восстания, бунты и забастовки заключенных. Т. 6. — М.: РОССПЭН. — С. 627—629.
14. ↑  Консон, 1983, с. 101: «Кажется, в Югославии или в Болгарии их использовали против партизан. Из его рассказов мне запомнилось такое: в поле розы растут, все поле было в них. По этому полю гнались они за партизанами, а потом искали их в цветах.».
15. ↑  Консон, 1983, с. 101: «К ним в лагерь приезжали набирать в РОА. Глеба поразили слова о России, Боге, царе, о евреях, коммунистах, масонах. Сашке мир другой открылся. Он увидел его и полюбил, да так, как никогда ничего не любил. Воевал в рядах РОА».
16. ↑  Солженицын (Т. 1), 2010, с. 225, 546: «И те наши ребята, кто из лагерей военнопленных вербовались в краткосрочных шпионов [...] Они видели в этом самый ненакладный способ вырваться из лагеря. [...] Это были ребята простосердечные, я многих их повидал — с незамысловатыми круглыми лицами, с подкупающим вятским или владимирским говорком. Они бодро шли в шпионы, имея четыре-пять классов сельской школы и никаких навыков обращаться с компасом и картой.».
17. ↑  Акт комиссии МВД СССР о вводе войск в зону 3-го лагерного отделения Степного лагеря МВД. 24 июня 1954 г. пос. Кенгир
18. ↑  Стрижевский, 1992, с. 4.
19. ↑  Консон, 1983, с. 98: «В 1948 году к нам с бухты Ванино пригнали целый вагон «сук». На нашей штрафной колонне воров они перебили и власть взяли в свои руки. Среди «сук» был и Глеб. Там я его увидел впервые. Потом, через год или два, я встретил Глеба в Тайшете, в спецлагере, на проверке. Было у нас несколько воров, но я был далек от их дел и в тонкости не вникал. Не подумав, подошел к Глебу и сказал, что видел его на штрафной колонне в 1948 году. Глеб улыбнулся и ответил:
— Нет, вы ошиблись, никогда я не был на штрафной колонне. И на Дальнем Востоке не был.
Позже, когда мы познакомились ближе, Глеб мне сказал:
— Если б тогда на проверке ты стал настаивать на том, что именно меня ты видел на штрафняке, я б тебя, конечно, убил.».
20. 1 2 3 4 5  Д. И. Зубарев, Г. В. Кузовкин (составители). Хроника восстания в Степлаге. Дата обращения: 4 июля 2020. Архивировано 17 июля 2012 года.
21. ↑  Воля, 1994, с. 316.
22. ↑  Схема организации руководящих органов массового неповиновения заключенных Степного лагеря //   Государственный архив Российской Федерации. Ф. З-9414. Оп. 1. Д. 228. Л. 18.